# 徐中信
徐中信（1940年—2012年），汉族，中华人民共和国政治人物、第十一届全国政协委员。
加入中国共产党，担任中国兵器工业集团第203研究所咨询审议委员会委员、副总工程师。2008年，当选第十一届全国政协委员，代表科学技术界，分入第三十一组。